# 三十六進法

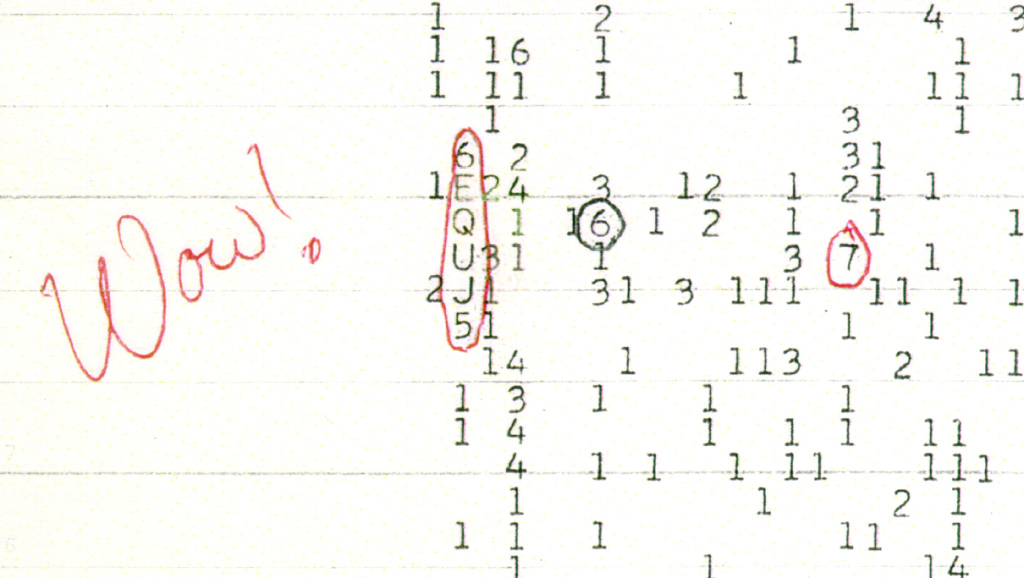
三十六進記数法で表記された信号強度。（Wow! シグナル）

三十六進法（さんじゅうろくしんほう）とは、36を底（てい）とし、底およびその冪を基準にして数を表す方法である。底である 36 は Microsoft Excel の BASE 関数や、Python の拡張モジュール・NumPy の base_repr 関数の基数パラメータに指定できる最大値である。電波天文学の分野で信号強度を表すのに使用されている。

## 記数法
三十六進記数法とは、36 を底とする位取り記数法である。慣用に従い、通常のアラビア数字は十進数とし、三十六進記数法の表記は括弧および下付の 36 で表す。三十六進記数法で表された数を三十六進数と呼ぶ。
一般には、0, 1, …, 8, 9（アラビア数字、10種類）および、A - Z（ISO基本ラテンアルファベット、26種類）の合計36種類の文字で数値を表わす。
A - Z は、それぞれ十進法での 10 - 35 を表す。下表の値は Microsoft Excel の BASE 関数の実行結果に準拠する。
| 0 | 0 | 9  | 9 | 18 | I | 27 | R |
| 1 | 1 | 10 | A | 19 | J | 28 | S |
| 2 | 2 | 11 | B | 20 | K | 29 | T |
| 3 | 3 | 12 | C | 21 | L | 30 | U |
| 4 | 4 | 13 | D | 22 | M | 31 | V |
| 5 | 5 | 14 | E | 23 | N | 32 | W |
| 6 | 6 | 15 | F | 24 | O | 33 | X |
| 7 | 7 | 16 | G | 25 | P | 34 | Y |
| 8 | 8 | 17 | H | 26 | Q | 35 | Z |

右端あるいは小数点で、一の桁を表す。数字の意味する数は、左に一桁ずれると三十六倍になり、右に一桁ずれると三十六分の一になる。(24)36 という表記において、左の「2」は 七十二 を表し、右の「4」は 四 を表し、合わせて 七十六 を表す。
同様に、(M0)36 は 22×361 + 0×360 = 七百九十二 を表し、(B7)36 = 11×361 + 7×360 = 四百三 を表す。
アルファベットの I と数字の 1 、およびアルファベットの O と数字の 0 は混同しやすいため、筆記の場合は、斜線付きゼロを使うなど工夫が必要である。また、印字の場合でも、区別が付きにくいフォントの使用を避ける必要がある。
1296で10036となる。

## 六進表記から三十六進表記への変換
三十六進法は、単に「数字とアルファベットをすべて使った表記法」という以外に、以下の表のとおり、六進法による表記の二桁を一桁で表現できるという特長を有する。
| 三十六進表記 | 六進表記 | 十進表記 |
| ------------ | -------- | -------- |
| (0)36        | (0)6     | (0)10    |
| (1)36        | (1)6     | (1)10    |
| (2)36        | (2)6     | (2)10    |
| (3)36        | (3)6     | (3)10    |
| (4)36        | (4)6     | (4)10    |
| (5)36        | (5)6     | (5)10    |
| (6)36        | (10)6    | (6)10    |
| (7)36        | (11)6    | (7)10    |
| (8)36        | (12)6    | (8)10    |
| (9)36        | (13)6    | (9)10    |
| (A)36        | (14)6    | (10)10   |
| (B)36        | (15)6    | (11)10   |
| (C)36        | (20)6    | (12)10   |
| (D)36        | (21)6    | (13)10   |
| (E)36        | (22)6    | (14)10   |
| (F)36        | (23)6    | (15)10   |
| (G)36        | (24)6    | (16)10   |
| (H)36        | (25)6    | (17)10   |
| (I)36        | (30)6    | (18)10   |
| (J)36        | (31)6    | (19)10   |
| (K)36        | (32)6    | (20)10   |
| (L)36        | (33)6    | (21)10   |
| (M)36        | (34)6    | (22)10   |
| (N)36        | (35)6    | (23)10   |
| (O)36        | (40)6    | (24)10   |
| (P)36        | (41)6    | (25)10   |
| (Q)36        | (42)6    | (26)10   |
| (R)36        | (43)6    | (27)10   |
| (S)36        | (44)6    | (28)10   |
| (T)36        | (45)6    | (29)10   |
| (U)36        | (50)6    | (30)10   |
| (V)36        | (51)6    | (31)10   |
| (W)36        | (52)6    | (32)10   |
| (X)36        | (53)6    | (33)10   |
| (Y)36        | (54)6    | (34)10   |
| (Z)36        | (55)6    | (35)10   |

六進表記から三十六進表記に変換する方法を、以下に示す。

### 整数部分
1. 六進表記を右から順に二桁ずつ区切る。最後（最左部分）が二桁未満のときは、空いた部分（左側）には全て0があるとみなす。
  - (34152)6 → (3, 41, 52)6 → (03, 41, 52)6
2. 各部分を三十六進表記に変換する。
  - (03)6 = (3)36 , (41)6 = (P)36 , (52)6 = (W)36
3. 得られた三十六進表記を並べて (3PW)36 が得られる。

この方法は桁数に拘らず通用する。例えば、(502145010321413)6 は (05, 02, 14, 50, 10, 32, 14, 13)6 であるから、(52AU6KA9)36 となる。

### 小数部分
小数部分の変換方法は、次のとおり。
1. 六進表記を小数点を基準にして左から順に二桁ずつ区切る。最後（最右部分）が二桁未満のときは、空いた部分（右側）には全て0があるとみなす。
  - (0.1203512)6 → (0., 12, 03, 51, 2)6 → (0., 12, 03, 51, 20)6
2. 各部分を三十六進表記に変換する。
  - (12)6 = (8)36 , (03)6 = (3)36 , (51)6 = (V)36 , (20)6 = (C)36
3. 得られた三十六進表記を並べて (0.83VC)36 が得られる。

したがって、(34152.1203512)6 = (3PW.83VC)36 である。この方法は桁数に関わらず通用する。